# Rõuge (plaats)
Rõuge (Duits: Rauge) is een plaats in de Estlandse gemeente Rõuge, provincie Võrumaa. De plaats heeft de status van groter dorp of ‘vlek’ (Estisch: alevik). De plaats is de hoofdplaats van de gemeente Rõuge.

## Bevolking
De plaats had 444 inwoners op 31 december 2011 en 435 inwoners op 31 december 2021.

## Ligging
Rõuge ligt in heuvelachtig terrein. In een van de dalen, het Ööbikuorg (‘Nachtegalendal’), ligt het plaatselijke museum, het Ööbikuoru Hüdrotöökoda-muuseum, dat voornamelijk gewijd is aan de mogelijkheden van waterkracht, In hetzelfde dal is in 2011 een nederzetting van boeren uit de IJzertijd nagebouwd met de bouwtechnieken uit die tijd, de Rõuge muinastalu (‘oude boerderij van Rõuge’).
Ten zuidoosten van Rõuge ligt het Rõuge Suurjärv, het diepste meer van Estland. Door het meer stroomt de rivier Rõuge (Estisch: Rõuge jõgi), een zijrivier van de Võhandu. Naast het Suurjärv liggen in de omgeving van Rõuge nog zes andere meren: Liinjärv, Valgjärv, Kaussjärv, Ratasjärv, Tõugjärv en Kahrila järv.

## Geschiedenis
Zowel het landgoed als de plaats Rõuge werden voor het eerst genoemd in 1563. Plaats en landgoed hebben in de loop der jaren verschillende namen gehad: Rewg, Rewga, Reuda en Raugk. Bij Rõuge lag in de vroege middeleeuwen (8e t/m 11e eeuw) een fort, waarvan de naam niet bewaard is gebleven. Op de plaats waar het lag, ligt nu de nagebouwde nederzetting uit de IJzertijd. In de 16e en 17e eeuw werden van het landgoed stukken afgesplitst. Het landgoed behoorde toe aan een reeks Baltisch-Duitse families, soms met wat Zweeds bloed. De laatste eigenaar voor het landgoed in 1919 door het net onafhankelijk geworden Estland werd onteigend, was Friedrich Otto Eduard von Samson-Himmelstjerna. Het landhuis van het landgoed is niet bewaard gebleven. Het park rond het landhuis, 5,3 ha groot, is er nog.
De kerk, gewijd aan de maagd Maria, dateert uit 1550. Tijdens de Grote Noordse Oorlog werd de kerk vernield. In 1730 werd op dezelfde plaats een nieuwe kerk gebouwd, die bij een verbouwing in 1860 zijn huidige uiterlijk kreeg. In 1930 kreeg de kerk een nieuw orgel, gebouwd door de orgelbouwersdynastie Kriisa.
In 1977 kreeg Rõuge de status van vlek (alevik).

## Foto's

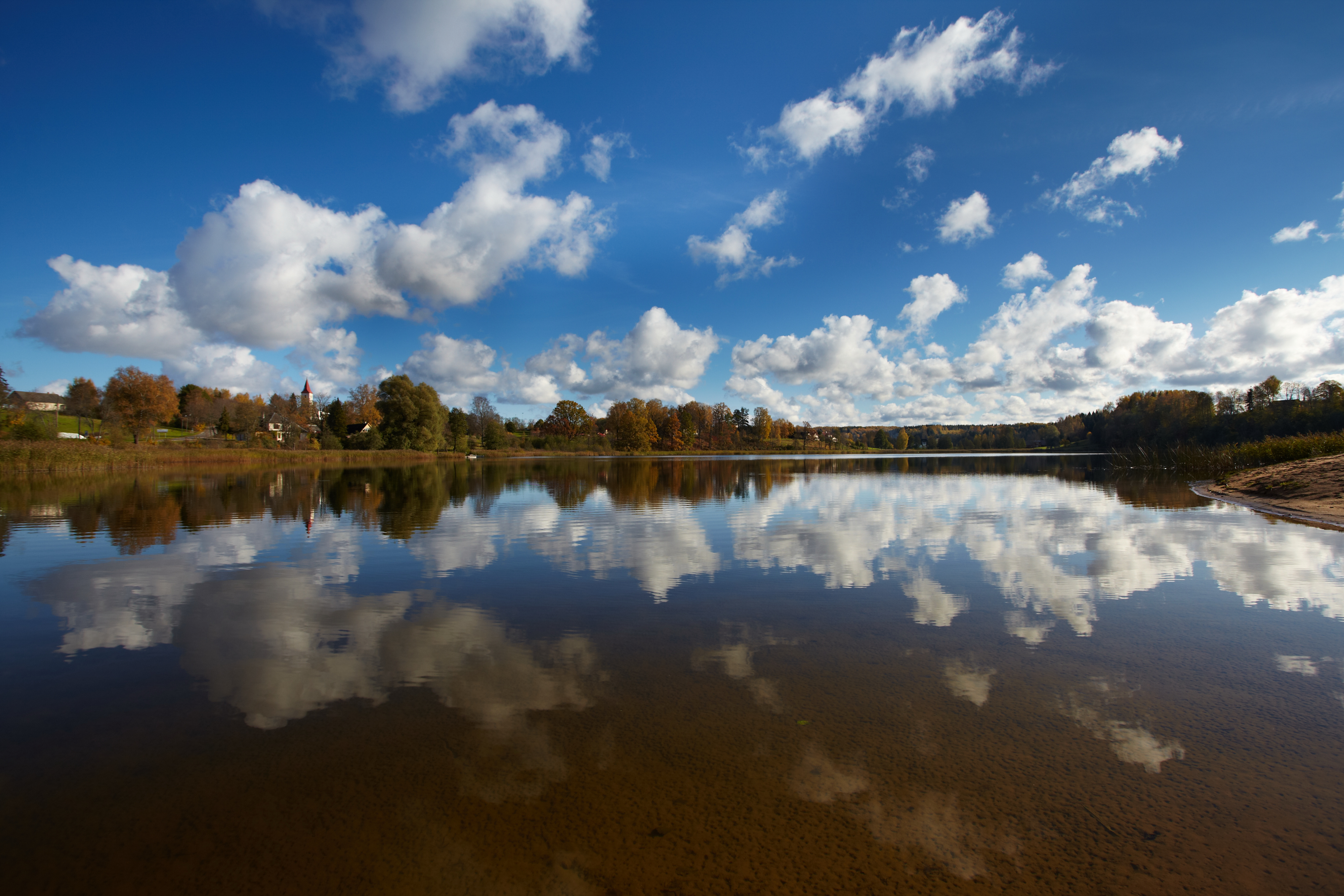
Het Rõuge Suurjärv
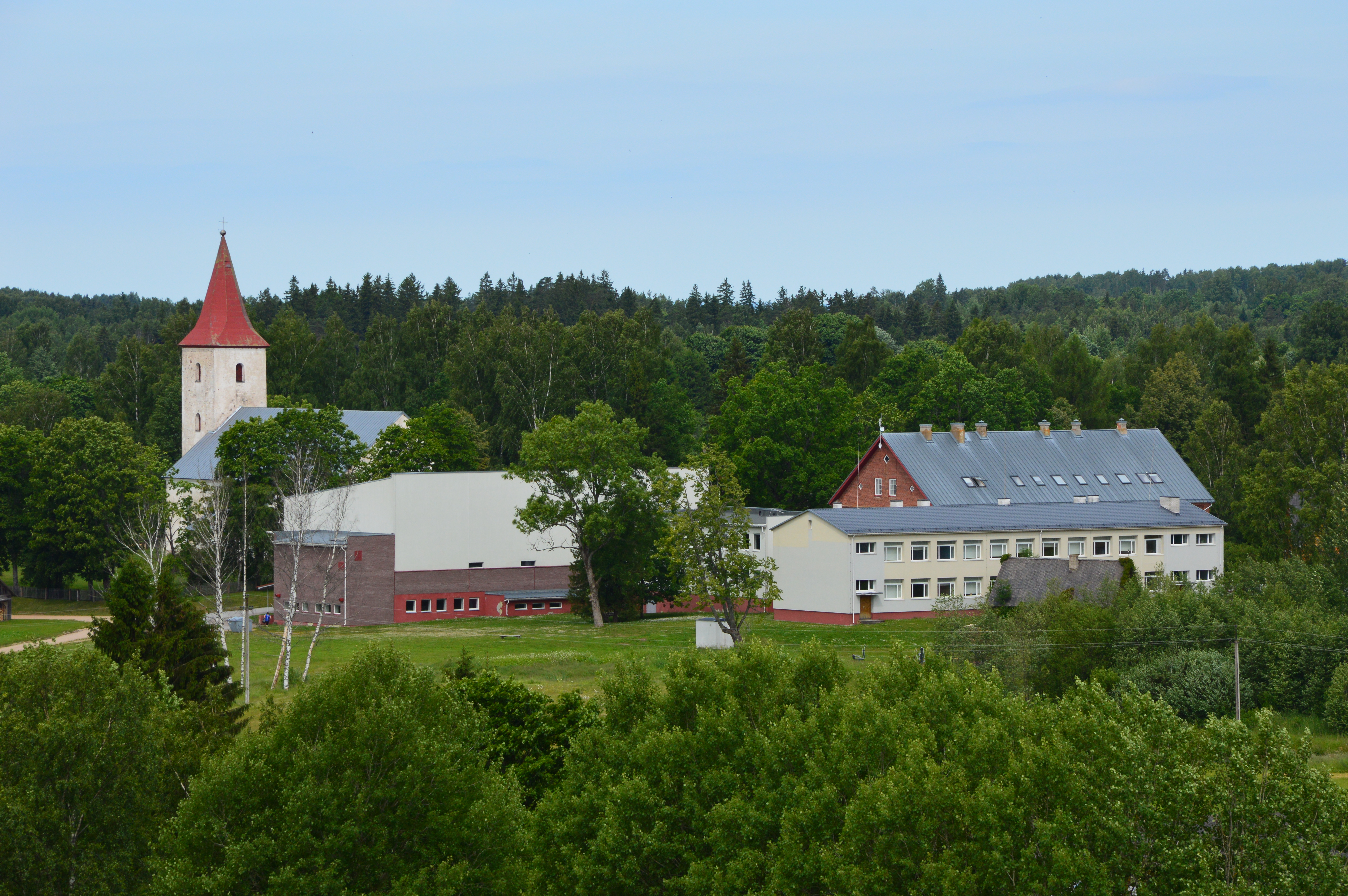
De kerk en de school
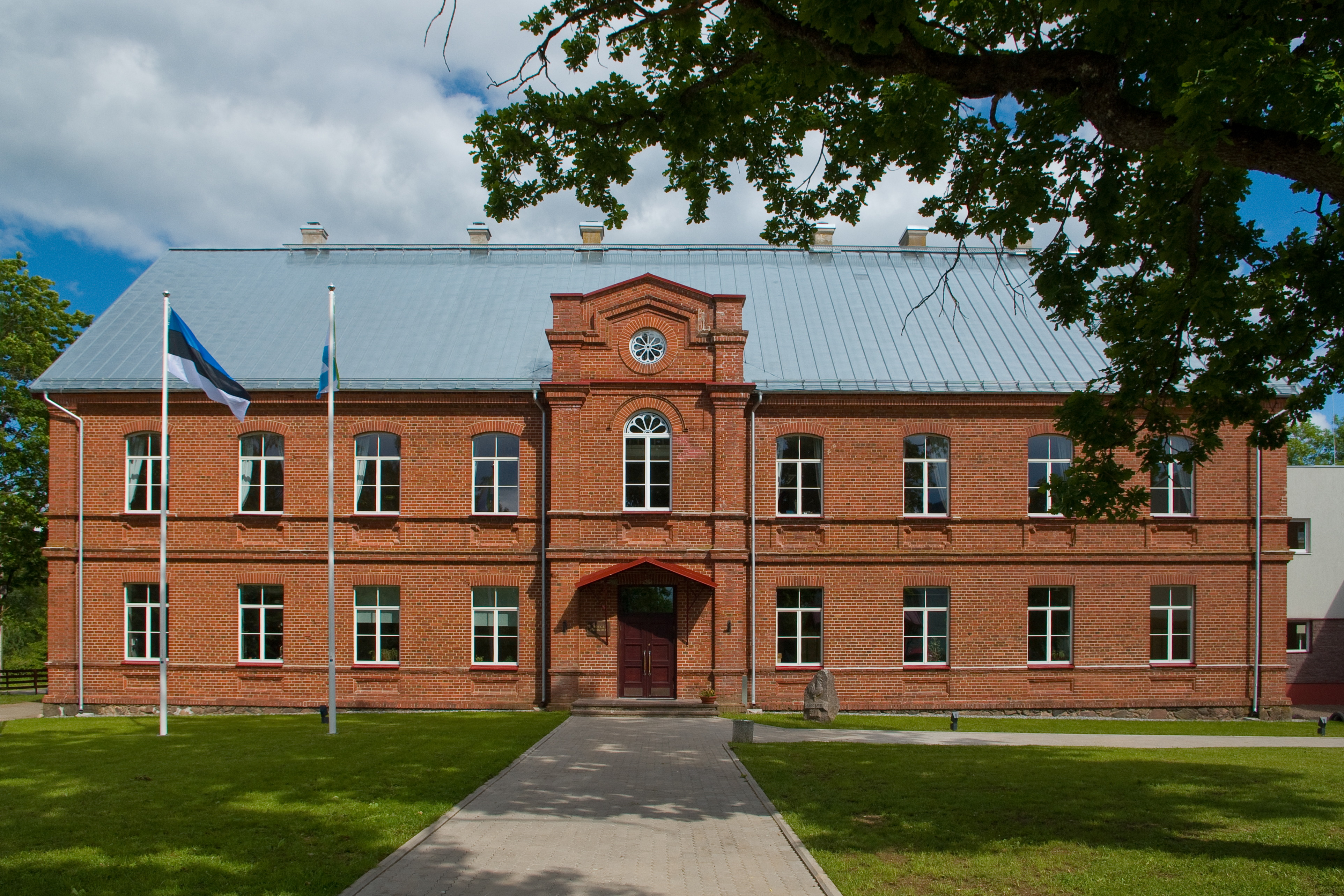
Schoolgebouw
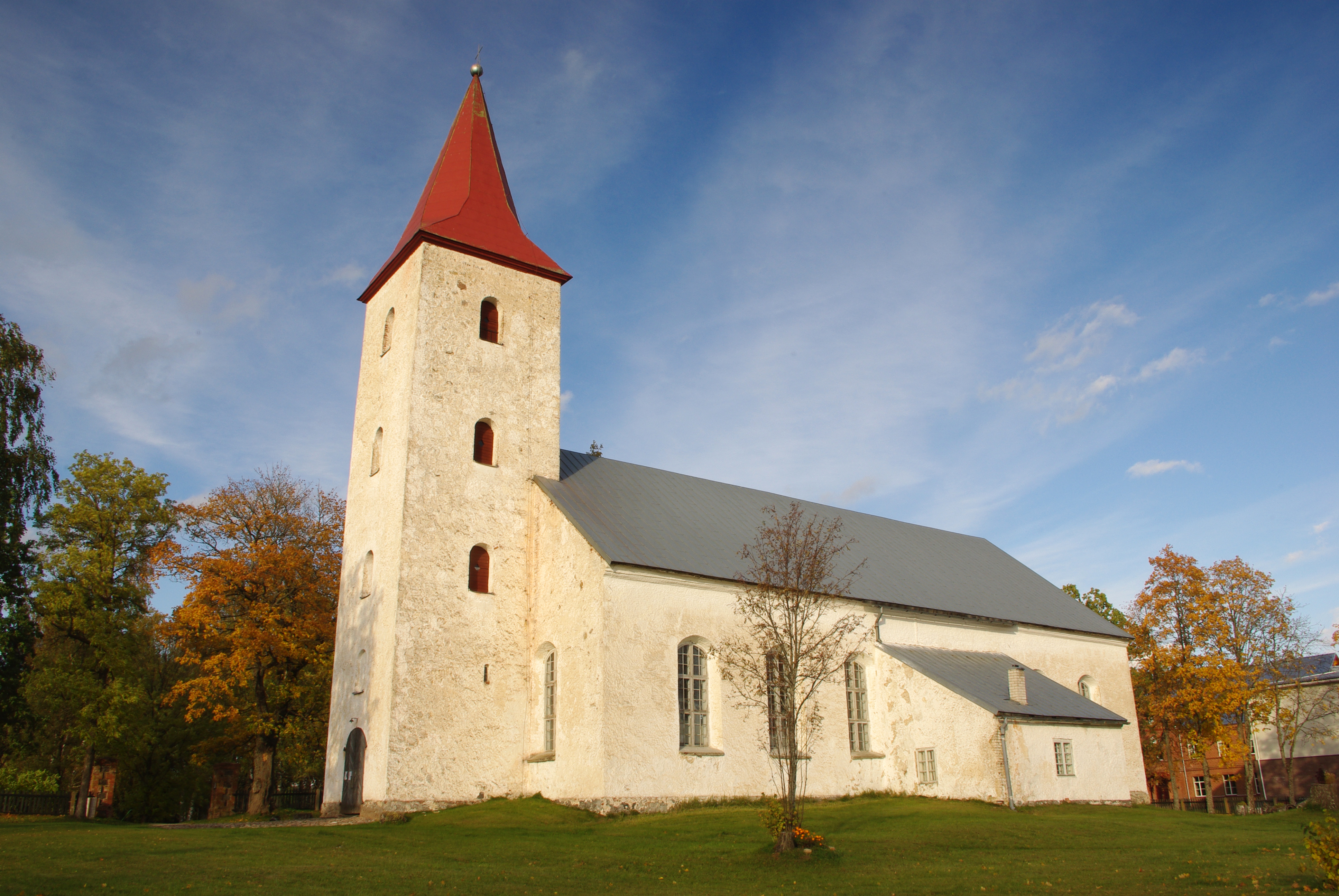
De Mariakerk
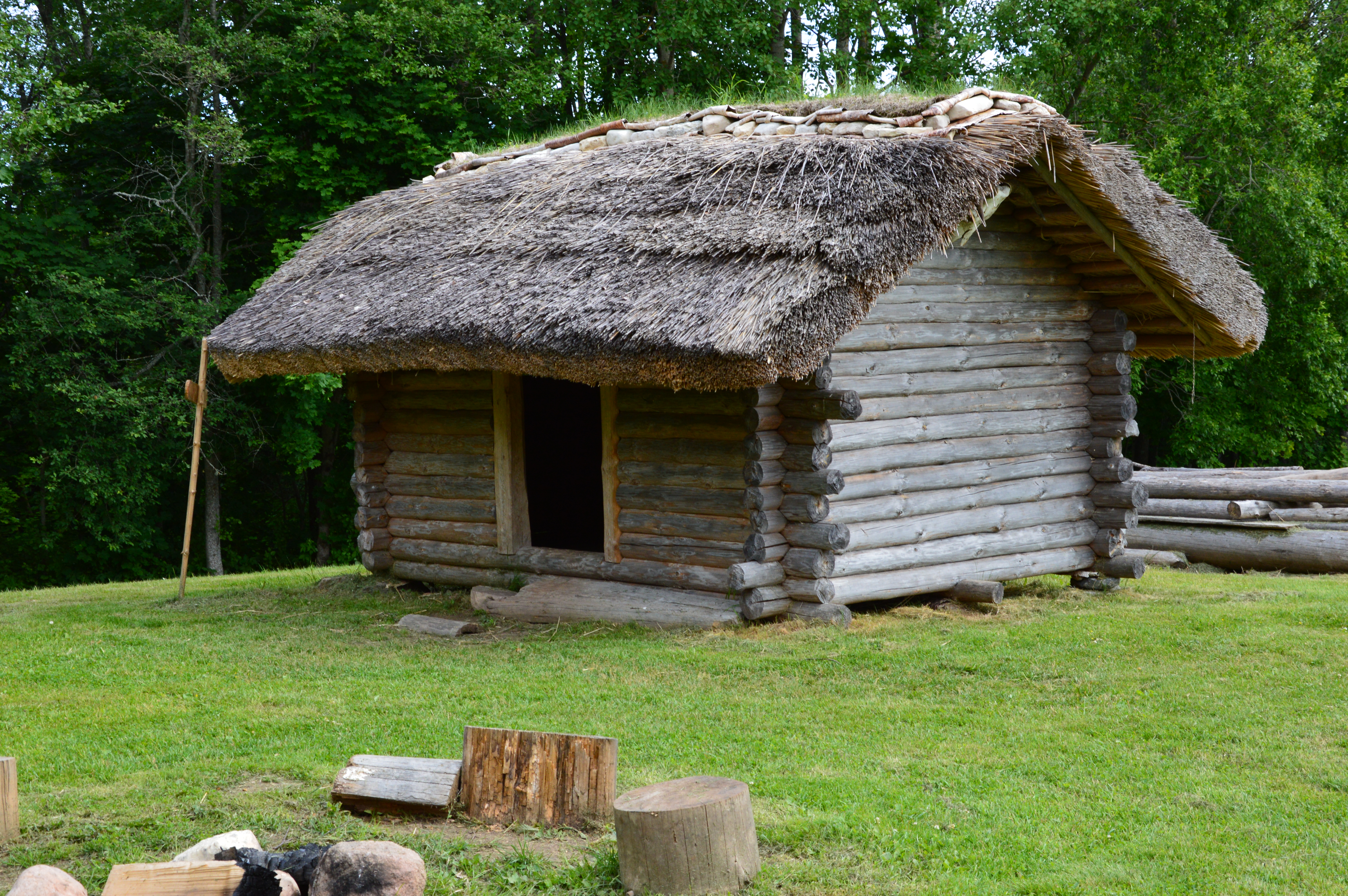
Reconstructie van een boerderij uit de IJzertijd
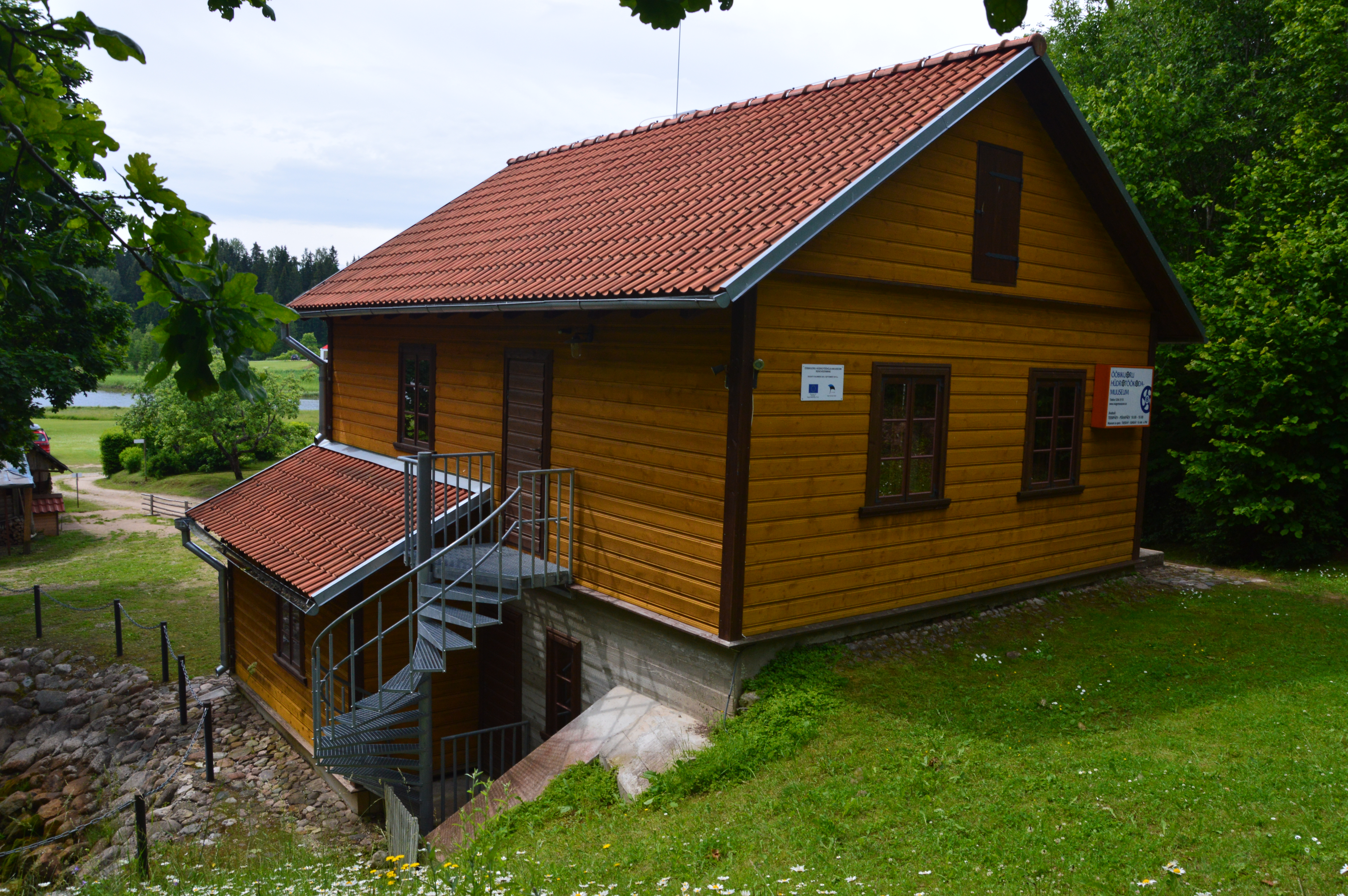
Het plaatselijke museum
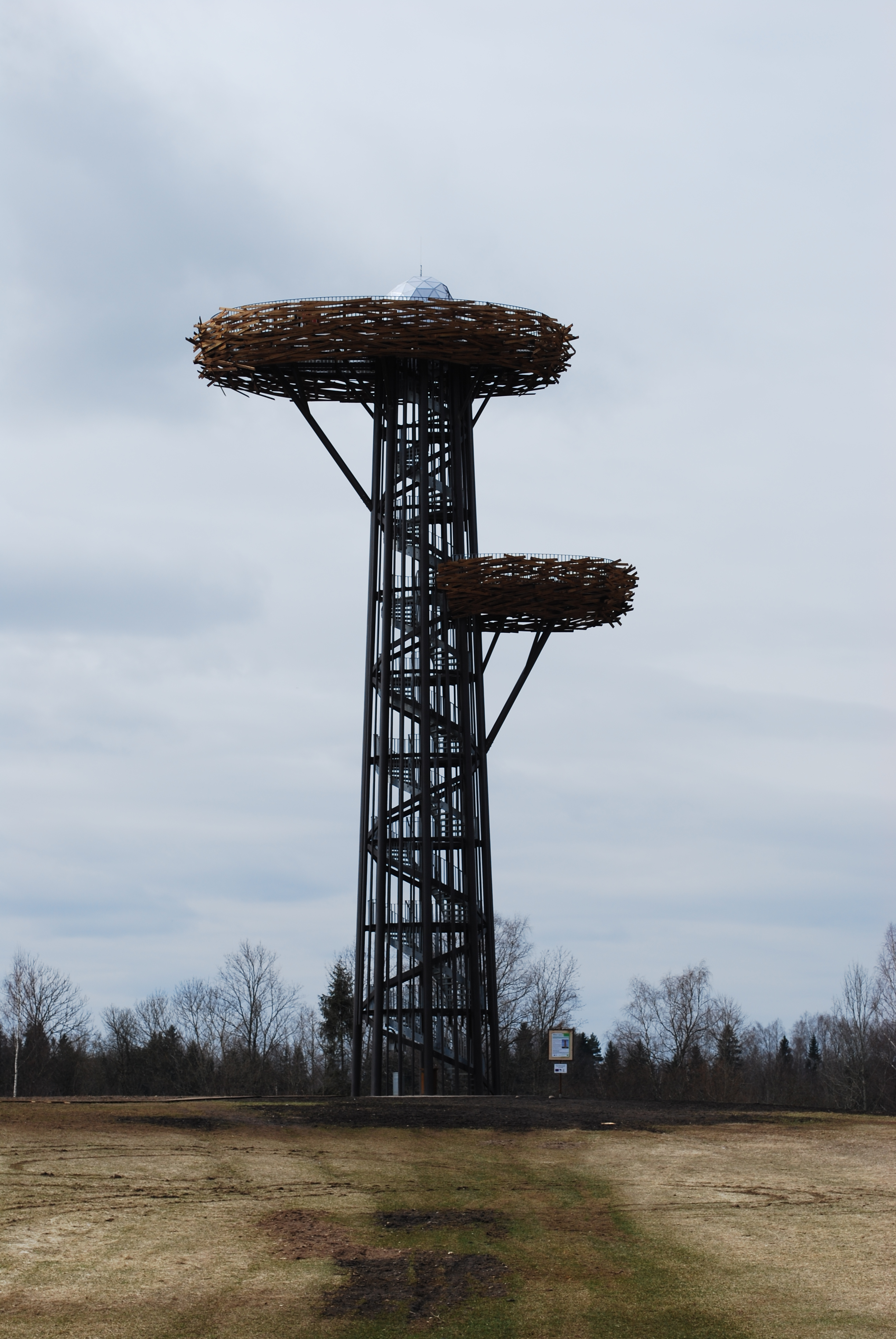
Uitkijktoren
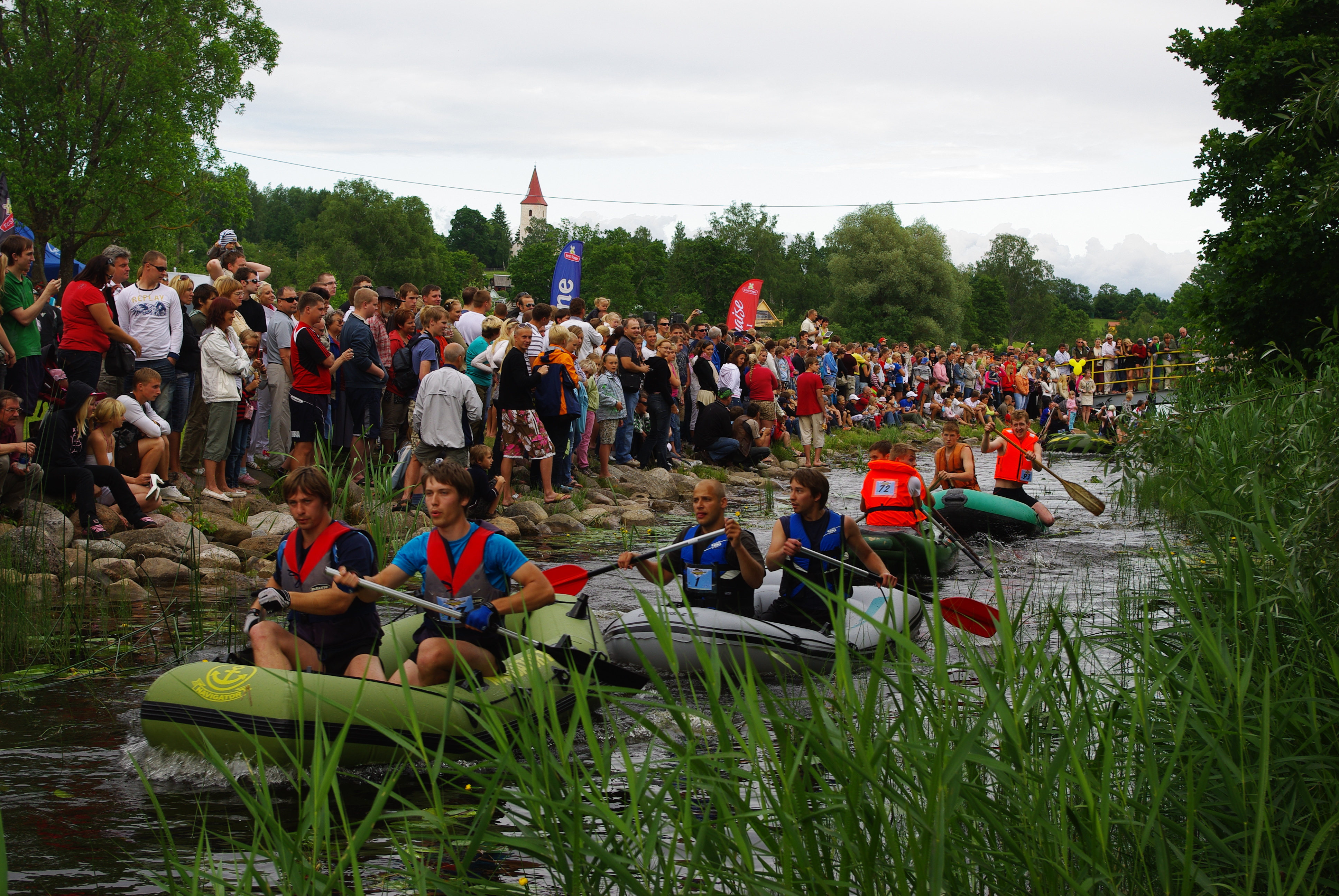
Raften bij Rõuge